# Kateřina Janatová
Kateřina Janatová (Jilemnice, 13 marzo 1997) è una fondista ceca.

## Biografia
Attiva in gare FIS dal novembre del 2013, la Janatová ha esordito in Coppa del Mondo il 23 gennaio 2016 a Nové Město na Moravě (58ª) e ai Campionati mondiali a Seefeld in Tirol 2019, dove si è classificata 60ª nella 10 km, 41ª nella sprint e 13ª nella sprint a squadre. Ai Mondiali di Oberstdorf 2021 si è piazzata 21ª nella 10 km, 32ª nella sprint, 8ª nella sprint a squadre e 8ª nella staffetta; l'anno dopo ai XXIV Giochi olimpici invernali di Pechino 2022, suo esordio olimpico, è stata 34ª nella 10 km, 22ª nella 30 km, 19ª nella sprint, 15ª nella sprint a squadre e 13ª nella staffetta. Ai Mondiali di Planica 2023 si è classificata 18ª nella 10 km, 17ª nella sprint, 33ª nello skiathlon, 7ª nella sprint a squadre e 9ª nella staffetta e a quelli di Trondheim 2025 si è piazzata 12ª nella 50 km, 18ª nella sprint, 18ª nello skiathlon, 8ª nella sprint a squadre e 8ª nella staffetta.

## Palmarès

### Coppa del Mondo
- Miglior piazzamento in classifica generale: 13ª nel 2024